# Jordan Silva
Jordan Jesús Silva Díaz (Matehuala, 30 de julho de 1994) é um futebolista profissional mexicano que atua como defensor, atualmente defende o Deportivo Toluca.

## Carreira
Jordan Silva integrou a Seleção Mexicana de Futebol nas Olimpíadas de 2016.